# شهر قدیمی کاسرس
شهر قدیمی کاسرس یک شهر تاریخی محصور در کاسرس، اسپانیا است.
کاسرس در سال ۱۹۸۶ توسط یونسکو به عنوان شهر میراث جهانی اعلام شد به دلیل ترکیبی از رومی، موری، معماری گوتیک و معماری رنسانس. سی برج از دوره اندلس هنوز در کاسرس باقی مانده‌اند که برج توره دل بوجاکو معروف‌ترین آن‌ها است.